# Terranova trichiuri
Terranova trichiuri är en rundmaskart som först beskrevs av Chandler 1935.  Terranova trichiuri ingår i släktet Terranova och familjen Anisakidae. Inga underarter finns listade i Catalogue of Life.